# 鋸鱗蝰
鋸鱗蝰（學名：Echis carinatus）是蛇亞目蝰蛇科蝰亞科鋸鱗蝰屬下的一種毒蛇，主要分布於中東及中亞地區，尤其是印度次大陸一帶。鋸鱗蝰是印度四大毒蛇之一，亦是四者中體型最細小的。目前共有5個亞種已被確認。
其种加词“carinatus”意为“具龙骨状脊的”。

## 特徵

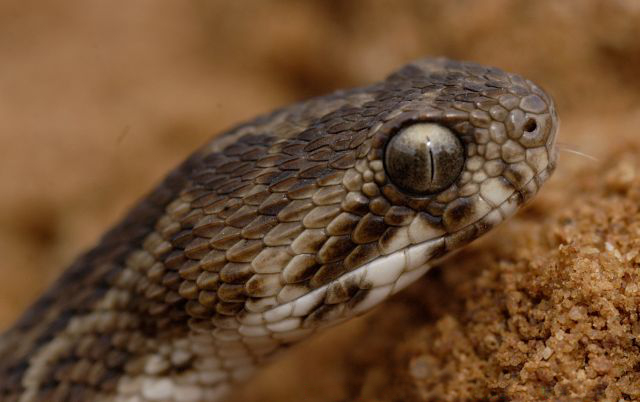
南印度的鋸鱗蝰

鋸鱗蝰體長約為38至80公分，但一般而言較少長越60公分。頭部與頸部有明顯的分野，鼻端圓短，鼻孔分布在三片鱗片上，額冠鋪滿細碎的尖刺狀鱗片，部分鋸鱗蝰擁有明顯較為大片的眶上鱗。眶邊鱗片約有9至21片，上唇鱗（為數10至12片）與雙眼間有1至3組鱗片，第四片一般較大片，眶下鱗則有10至13片。身上的背鱗有25至39組鱗片，成尖刺狀，鱗片末梢有小孔。兩側鱗片呈鋸齒狀排列。腹鱗約有143至189組，鱗緣較圓滑，將整個蛇腹覆蓋。尾下鱗為單片結構，為數約21至52組，肛鱗亦只有1片。
鋸鱗蝰的身體顏色以灰色、橄欖色或棕色為基調，背部及兩側有多種顏色的變化，但多數伴隨著白色的小斑點，鱗緣呈深棕色。身體背側有波浪形的白色帶紋縱向地分佈。頭額位置有白色的十字架狀或三叉狀的斑紋，雙眼至下顎一帶亦有傾斜狀的白色帶紋。腹部呈白色或粉紅色，間中或有棕色小斑點。

## 地理分布
鋸鱗蝰主要分布於亞洲，尤多於印度次大陸，其分布地包括印度、斯里蘭卡、孟加拉國及巴基斯坦。另外，鋸鱗蝰亦分布於中東的阿曼、阿拉伯聯合酋長國、伊拉克及伊朗西南部。中亞地區的阿富汗、烏茲別克斯坦、土庫曼尼斯坦及塔吉克斯坦亦有相當分布量。

## 棲息
鋸鱗蝰能棲息於很多不同的地理環境之中，包括沙漠、岩石群、軟泥地及灌木林。牠們常躲在間隙較寬的岩石群間。高達海拔1982米的俾路支地區亦能找到牠們的蹤影。

## 生態行為

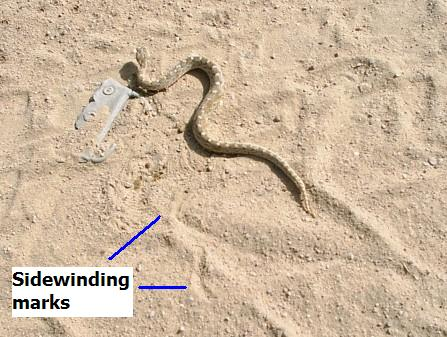
運用側行式移動的鋸鱗蝰

鋸鱗蝰多於夜間或天色微明的時份活動（雖然也有發現鋸鱗蝰亦會於日間活動），日間時鋸鱗蝰多會在洞穴、岩間躲藏起來。而居於沙地的鋸鱗蝰，則會將身體稍為潛藏在沙土中，只將頭部露出。
在雨天過後，或潮濕夜間，鋸鱗蝰將處於最活躍的狀態。牠們亦會於矮樹叢或灌木林間攀移往來，有時更會攀至離地兩米之高。在雨天時有八成的鋸鱗蝰都會躲進矮樹林間，曾經有人發現過一群不下於20條的鋸鱗蝰集中地攀附在一株仙人掌或矮樹之上。
鋸鱗蝰是造成最多蛇咬個案的品種之一。這主要是因為它們的外表不易被發覺。
當處於戒備狀態時，鋸鱗蝰會擺出一副獨特的姿態：將身體蜷曲成數重緊壓的圈狀，並將頭部置在正中間，讓全身的肌肉蟄伏並保持彈性，準備隨時作出強烈的咬擊（參見附圖）。
鋸鱗蝰常採用側行式移動（詳見「蛇行」），讓牠能於快捷移動的同時隨時保持靈活及警覺。牠們能以直線式作移動，但由於牠們常身處於沙漠地帶，因此較常以側行式活動。而且使用側行式移動時，鋸鱗蝰的身體只有兩點會接觸到地面（作為力點而向外拋出的頭部，以及身體上作為支撐點的最強肌肉群），這樣可避免身體被高溫的地面所灼傷。在鋸鱗蝰分布地的較北地區，由於天氣普遍較為寒冷的關係，冬天時鋸鱗蝰可能會進入冬眠狀態。

## 獵食習慣
鋸鱗蝰多捕食鼠類、蜥蜴、蛙類，與及一些節肢動物如蠍子、蜈蚣，也會捕食大型的昆蟲。牠們的獵食對象範圍甚廣，視乎其棲息地區附近有甚麼活躍生物。

## 繁殖
印度的鋸鱗蝰是卵胎生的蛇類。在北印度，鋸鱗蝰多於冬天進行交配，於四月至八月時便會誕下幼蛇。幼蛇身體約長11至15公分長，每胎約能生產3至15條，最多能生23條。

## 毒性
鋸鱗蝰的毒屬出血毒，能一次過分泌平均18毫克的毒液，最高紀錄是72毫克。牠們能向生物注射12毫克的毒素，而只需要5毫克的毒液就能將一名成年男子殺死。中毒後，生物的身體機能系統會受到嚴重的破壞，更會導致死亡。被咬數分鐘內，傷口即時會出現疼痛、腫脹等徵狀，嚴重時更會令被咬傷的肢體在一至兩日間出現大量膿泡。目前為止，在紀錄中鋸鱗蝰咬人事件有高達20%的致命率。
鋸鱗蝰毒素有機會帶來更多嚴重的中毒徵狀，包括：流血不止、凝血異常、咯血、黑糞、血尿、異常狀態下的流鼻血，更會導致低血量性休克。而且中毒者亦可能在短時間內出現寡尿、尿閉情況，若導致急性腎衰竭的時候更要接受腎臟透析治療。不過血壓急降很少會導致這種情況，實際需要視乎患者中毒後血管內的溶血反應。有時候，由於患者出現彌散性血管內凝血，因此需要進行腎臟透析。
一般而言，在被鋸鱗蝰咬傷並中毒後的數小時內，能否接受相應的血清治療，是非常關鍵的。目前至少有八種多用途血清及專門血清能有效地應付鋸鱗蝰的蛇毒。
鋸鱗蝰毒素是製作一種藥物的常用原料，稱為「鋸鱗蝰素（Echistatin）」，是一種抗凝血劑。雖然世界上有很多毒蛇都擁有相似的毒素，但鋸鱗蝰毒素的結構及生化反應較為簡單，讓醫學界及藥劑業能較易對其進行複製。事實上，要提煉鋸鱗蝰素，並非只以純化蛇毒的方式進行，當中涉及一定程度的化學合成步驟。另一種利用鋸鱗蝰蛇毒所製作的藥物，名為「蛇靜脈酶（Ecarin）」。藥劑業有專門測試該種藥物的實驗，稱為「蛇靜脈酶凝結時間法（Ecarin Clotting Time）」，目的用作監控以水蛭素進行抗凝血治療的實用性。另外，尚有一種抗凝藥替羅非班（Tirofiban）亦是以鋸鱗蝰蛇毒為提煉對象。

## 亞種
| 亞種名         | 學名及命名者                           | 地理分布                                                                 |
| -------------- | -------------------------------------- | ------------------------------------------------------------------------ |
| 阿斯托拉鋸鱗蝰 | E. c. astolae，(Mertens, 1970)         | 巴基斯坦的阿斯托拉島。                                                   |
| 鋸鱗蝰         | E. c. carinatus，(Schneider, 1801)     | 印度半島。                                                               |
| 多鱗鋸鱗蝰     | E. c. multisquamatus，(Cherlin, 1981)  | 巴基斯坦、伊朗、烏茲別克斯坦。                                           |
| 斯里蘭卡鋸鱗蝰 | E. c. sinhaleyus，(Deraniyagala, 1951) | 斯里蘭卡。                                                               |
| 蘇氏鋸鱗蝰     | E. c. sochureki，(Stemmler, 1969)      | 阿富汗南部、巴基斯坦、印度北部、伊朗中部及南部、阿曼及阿拉伯聯合酋長國。 |

## 備註
1. 1 2  McDiarmid RW, Campbell JA, Touré T. 1999. Snake Species of the World: A Taxonomic and Geographic Reference, vol. 1. Herpetologists' League. 511 pp. ISBN 1-893777-00-6 (series). ISBN 1-893777-01-4 (volume).
2. ↑  Whitaker Z. 1990. Snakeman. Penguin Books Ltd. 192 pp. ISBN 0-14-014308-4.
3. 1 2 3  . ITIS. 2006  [1 August, 2006].
4. 1 2 3 4 5 6 7 8 9 10 11  Mallow D, Ludwig D, Nilson G. 2003. True Vipers: Natural History and Toxinology of Old World Vipers. Krieger Publishing Company, Malabar, Florida. 359 pp. ISBN 0-89464-877-2.
5. 1 2 3  Boulenger GA. 1890. The Fauna of British India, Including Ceylon and Burma. Reptilia and Batrachia. Taylor & Francis, London, xviii, 541 pp.
6. ↑  Snakes and Spiders （页面存档备份，存于） at Black Five （页面存档备份，存于）. Accessed 6 January 2007
7. ↑   Joint Chiefs of Staff Campaign Analysis Report, Snakes & Scorpions in Iraq & Antivenin Sources.pdf Venomous Snakes and Scorpions in Iraq, and Their Antivenin Sources[] at 311th Human Systems Wing, Brooks City-Base 的存檔，存档日期2007-01-19.. Accessed 6 January 2007
8. ↑  Mehrtens JM. 1987. Living Snakes of the World in Color. New York: Sterling Publishers. 480 pp. ISBN 0-8069-6460-X.
9. 1 2 3 4 5 6  Daniels,J. C. (2002) The Book of Indian Reptiles and Amphibians, BNHS & Oxford University Press, Mumbai, pp 151-153. ISBN 019-566099-4
10. 1 2 3  Ali G, Kak M, Kumar M, Bali SK, Tak SI, Hassan G, Wadhwa MB. 2004. Acute renal failure following echis carinatus (saw–scaled viper) envenomation. Indian Journal of Nephrology 14:177-181. PDF （页面存档备份，存于） at Indian Medlars Centre （页面存档备份，存于）. Accessed 12 September 2006.
11. ↑  Echistatin from Echis carinatus[] at Sigma-Aldrich （页面存档备份，存于）. Accessed 29 September 2006.
12. ↑  Saw-scaled Vipers 的存檔，存档日期2002-03-09. at Electronic Medical Curriculum 的存檔，存档日期2001-08-03.. Accessed 29 September 2006.
13. ↑  Garsky VM, Lumma PK, Freidinger RM, Pitzenberger SM, Randall WC, Veber DF, Gould RJ, Friedman PA. 1989. Chemical synthesis of echistatin, a potent inhibitor of platelet aggregation from Echis carinatus: synthesis and biological activity of selected analogs. USA: Proc. Natl. Acad. Sci. Vol.86(11):4022–4026. PDF （页面存档备份，存于） at PubMed Central （页面存档备份，存于）. Accessed 29 September 2006.
14. ↑  Fabrizio MC. 2001. Use of Ecarin Clotting Time (ECT) with Lepirudin Therapy in Heparin-Induced Thrombocytopenia and Cardiopulmonary Bypass. JECT 33:117–125. PDF 的存檔，存档日期2007-09-27. at Journal of The American Society of ExtraCorporeal Technology （页面存档备份，存于）. Accessed 5 June 2007.
15. ↑  Textarin/Ecarin Time （页面存档备份，存于） at  Specialty Laboratories （页面存档备份，存于）. Accessed 5 June 2007.

## 外部連結
- （英文）TIGR爬蟲類資料庫：鋸鱗蝰 （页面存档备份，存于）
- （英文）Echis carinatus (image 1)[] at the Institute of Toxicology and Genetics. Accessed 12 September 2006.
- （英文）Echis carinatus (image 2)[] at the Institute of Toxicology and Genetics. Accessed 12 September 2006.
- （英文）Echis carinatus (image 3)[] at the Institute of Toxicology and Genetics. Accessed 12 September 2006.
- （英文）Echis carinatus at Snakes of Sri Lanka. Accessed 22 October 2006.
- （英文）Echis carinatus carinatus (Schneider, 1801) at Tomáš Mazuch. （页面存档备份，存于）